# Artie Ramsodit-de Graaf
Nalinidevi Urmila (Artie) Ramsodit-de Graaf (Paramaribo, 19 februari 1975) is een Nederlands politica voor de Partij van de Arbeid (PvdA) en bestuurder. Zij is sinds 13 juni 2023 lid van de Eerste Kamer der Staten-Generaal.

## Biografie
Ramsodit-de Graaf is geboren in Paramaribo en is van Hindoestaanse afkomst. Ze kwam op zeer jonge leeftijd met haar ouders naar Nederland, en groeide op in Haarlem en de regio Rotterdam. Na haar middelbare school ging ze bestuurskunde studeren aan de Universiteit Twente. Een jaar later ging ze daarnaast ook rechten studeren aan de Universiteit van Amsterdam. Nadat ze haar studie bestuurskunde had afgerond, ging ze aan het werk bij het ministerie van Economische Zaken. In de periode dat ze daar werkt rondt ze ook haar studie rechten af. Voor haar werk stapte ze over naar het ministerie van Binnenlandse Zaken en Koninkrijksrelaties. Bij deze ministeries had ze de functies van adviseur en van leidinggevende. Ook was ze enige tijd strategisch adviseur bij twee politiekorpsen. Nadat ze daar iemand tegenkwam die promotieonderzoek deed, besloot zij ook te promoveren binnen politievraagstukken. Ze was hiervoor van 2006 tot 2014 verbonden aan de Tilburg University.
In 2010 werd Ramsodit raadslid van de gemeente Haarlem. Hier had ze een portefeuille met o.a. wonen, werk, jeugd en economie. Op 16 februari 2017 verliet ze de raad, omdat ze een periode onderzoek ging doen in Bangalore (India).
Ze is lid van bestuursorganen van verschillende organisaties. Anno 2023 is ze dat van vijf organisaties, waaronder de Hogeschool Leiden. Ook is ze eigenaar van CitySolutions.nl, een start-up die onderdeel is van het Humanities Lab van de Faculteit der Geesteswetenschappen van de Universiteit van Amsterdam. Sinds 13 juni 2023 is ze lid van de Eerste Kamer der Staten-Generaal, waar ze tijdens de beëdiging een sari droeg, een traditioneel Hindoestaans kledingstuk.

## Persoonlijk
Ramsodit-de Graaf is getrouwd en heeft een zoon.